# جيمس بومونت
جيمس بومونت (بالإنجليزية: James Beaumont)‏ (11 نوفمبر 1984 في المملكة المتحدة - ) هو لاعب كرة قدم بريطاني في مركز الوسط. لعب مع نوتينغهام فورست ونيوكاسل يونايتد ونورثويتش فيكتوريا ودارلينجتون إف سى.

## وصلات خارجية
- جيمس بومونت على موقع Soccerbase.com (لاعب) (الإنجليزية)